# Villafranca de Córdoba
Villafranca de Córdoba település Spanyolországban, Córdoba tartományban. Villafranca de Córdoba Adamuz, El Carpio és Córdoba községekkel határos. Lakosainak száma 4886 fő (2024).

## Népesség
A település népessége az elmúlt években az alábbi módon változott:
| Lakosok száma | 3663 | 3758 | 4074 | 4552 | 4752 | 4893 | 4918 | 4871 | 4897 | 4886 |
|               | 2001 | 2004 | 2006 | 2009 | 2011 | 2014 | 2016 | 2019 | 2021 | 2024 |